# Hogarälven
Hogarälven är ett vattendrag i Tanums kommun i Västra Götalands län. Dess längd är 14 kilometer och det sträcker sig mellan kusten i närheten av Galtö och trakten kring Amunderöd. Närmaste större orter är Tanumshede, Rossö och Östad. Hogarälven korsas av Europaväg 6.